# Rosemary Mbabazi
Rosmary Mbabazi és una empresària i política de Ruanda, que ha estat Ministre de Gabinet de la Joventut al govern de Ruanda, des del 31 d'agost de 2017.

## Antecedents i educació
Mbabazi és llicenciat en Educació, obtingut de la Universitat Makerere, a Kampala, Uganda. També té un Master of Business Administration, d'una institució del Regne Unit.
Del 2009 fins 2011 va ser cap del departament de promoció d'inversions a la Rwanda Development Board. El 2011 Rosemary Mbabazi va ser nomenada consellera d'Umubano Hotel i presidenta de Soprotel, una joint venture entre els governs de Ruanda i Líbia. En febrer de 2012, va ser nomenada Secretària Permanent en la Ministeri de Joventut, servint fins al febrer de 2017, quan va ser transferida al Ministeri de Comerç, Indústria i Afers d'Àfrica Oriental (MINEACOM) de Ruanda, com a secretària permanent.
En la remodelació del gabinet del 31 d'agost de 2017, Mbabazi va ser nomenada ministre de gabinet del recentment creat Ministeri de Joventut, l'exministeri de Joventut i TIC, dividit en dos.

## Altres responsabilitats
Rosemary Mbabazi havia estat membre del consell d'administració de Rwanda Revenue Authority.